# Plebejus montsiai
Plebejus montsiai är en fjärilsart som beskrevs av De Sagarra 1932. Plebejus montsiai ingår i släktet Plebejus och familjen juvelvingar. Inga underarter finns listade i Catalogue of Life.